# Klasa okręgowa
Klasa okręgowa (lub liga okręgowa) – szósta w hierarchii klasa męskich ligowych rozgrywek piłkarskich w Polsce. Stanowi pośredni szczebel rozgrywkowy między IV ligą polską (w województwach małopolskim, mazowieckim, śląskim i wielkopolskim V ligą) a klasą A. Zmagania w jej ramach toczą się cyklicznie (co sezon) systemem kołowym i przeznaczone są dla polskich klubów piłkarskich, grających w grupach obejmujących swym zasięgiem kilka leżących obok siebie powiatów danego województwa. Zwycięzcy każdej z grup klasy okręgowej uzyskują awans do IV/V ligi polskiej, a najsłabsze zespoły spadają do Klasy A. 
Zarządzana przez – działające w imieniu Polskiego Związku Piłki Nożnej – Okręgowe Związki Piłki Nożnej.
W województwach małopolskim, mazowieckim, śląskim i wielkopolskim jest to siódmy poziom rozgrywkowy, gdyż między IV ligą a klasą okręgową jest V liga.

## Grupy
Obecny podział na grupy.
Województwo dolnośląskie
- grupa jeleniogórska
- grupa legnicka
- grupa wałbrzyska
- grupa wrocławska

Województwo kujawsko-pomorskie
- grupa kujawsko-pomorska I
- grupa kujawsko-pomorska II

Województwo lubelskie
- grupa bialskopodlaska
- grupa chełmska
- grupa lubelska
- grupa zamojska

Województwo lubuskie
- grupa gorzowska
- grupa zielonogórska

Województwo łódzkie
- grupa łódzka
- grupa piotrkowska
- grupa sieradzka
- grupa skierniewicka

Województwo małopolskie
- grupa krakowska I
- grupa krakowska II
- grupa krakowska III
- grupa nowosądecka I
- grupa nowosądecka II
- grupa tarnowska I
- grupa tarnowska II
- grupa wadowicka

Województwo mazowieckie
- grupa ciechanowsko-ostrołęcka
- grupa płocka
- grupa radomska
- grupa siedlecka
- grupa warszawska I
- grupa warszawska II

Województwo opolskie
- grupa opolska I
- grupa opolska II

Województwo podkarpackie
- grupa dębicka
- grupa jarosławska
- grupa krośnieńska
- grupa rzeszowska
- grupa stalowowolska

Województwo podlaskie
- grupa podlaska

Województwo pomorskie
- grupa gdańska I
- grupa gdańska II
- grupa słupska

Województwo śląskie
- grupa 1 (Bytom - Zabrze)
- grupa 2 (Częstochowa - Lubliniec)
- grupa 3 (Racibórz - Rybnik)
- grupa 4 (Katowice - Sosnowiec)
- grupa 5 (Bielsko-Biała - Tychy)
- grupa 6 (Skoczów - Żywiec)

Województwo świętokrzyskie
- grupa świętokrzyska

Województwo warmińsko-mazurskie
- grupa warmińsko-mazurska I
- grupa warmińsko-mazurska II

Województwo wielkopolskie
- grupa wielkopolska I
- grupa wielkopolska II
- grupa wielkopolska III
- grupa wielkopolska IV
- grupa wielkopolska V
- grupa wielkopolska VI

Województwo zachodniopomorskie
- grupa zachodniopomorska I
- grupa zachodniopomorska II
- grupa zachodniopomorska III
- grupa zachodniopomorska IV